# Coupe de Serbie de football 2008-2009
Navigation
Coupe de Serbie 2007-2008 Coupe de Serbie 2009-2010
La Coupe de Serbie 2008-2009 est la 3e édition de la coupe nationale serbe. Elle prend place entre le 3 septembre 2008 et le 21 mai 2009, date de la finale disputée au stade du Partizan de Belgrade.
La compétition est remportée par le Étoile rouge de Belgrade, qui gagne son deuxième titre d'affilée aux dépens du FK Sevojno, pensionnaire de la deuxième division.

## Format
Un total de 35 équipes prennent part à la compétition. Cela inclut les douze clubs de la première division serbe lors de la saison 2007-2008, ainsi que les dix-huit équipes du deuxième échelon. Les cinq derniers clubs participants sont les différents vainqueurs des coupes régionales de la saison 2007-2008, c'est-à-dire le Srem Jakovo (Belgrade), le Sinđelić Niš (Est), le Partizan Kosovska Mitrovica (Kosovo-Métochie), le Sloga Kraljevo (Ouest) et le Big Bull Bačinci (Voïvodine).
L'intégralité des confrontations se jouent en un seul match à élimination directe. À l'exception de la finale, aucune prolongation n'est disputée en cas d'égalité à l'issue du temps réglementaire, la rencontre étant alors directement décidée par une séance de tirs au but.
Le vainqueur de la coupe se qualifie pour le deuxième tour de qualification de la Ligue Europa 2009-2010. Si celui-ci est déjà qualifié pour une compétition européenne par un autre biais, cette place est réattribuée au finaliste. S'il est lui-même déjà qualifié, elle est alors reversée au championnat de première division.

## Tour préliminaire
Un tour préliminaire est disputé afin de réduire le nombre de participants à 32 dans la perspective des seizièmes de finale. Cette phase marque le début de la compétition et concerne le dernier de la deuxième division 2007-2008 ainsi que les cinq vainqueurs des coupes régionales pour un total de six équipes et trois confrontations.
| Date             | Locaux                           | Score             | Visiteurs             |
| ---------------- | -------------------------------- | ----------------- | --------------------- |
| 3 septembre 2008 | Srem Jakovo (D3)                 | 1 - 3             | (D3) Big Bull Bačinci |
| 3 septembre 2009 | Sinđelić Niš (D3)                | 1 - 0             | (D3) Radnički Pirot   |
| 3 septembre 2008 | Partizan Kosovska Mitrovica (D4) | 0 - 0 (5 - 4 tab) | (D3) Sloga Kraljevo   |

## Seizièmes de finale
| Date              | Locaux                           | Score             | Visiteurs                     |
| ----------------- | -------------------------------- | ----------------- | ----------------------------- |
| 24 septembre 2008 | OFK Belgrade (D1)                | 2 - 0             | (D2) FK Novi Pazar            |
| 24 septembre 2008 | FK Čukarički (D1)                | 1 - 1 (5 - 6 tab) | (D2) ČSK Pivara Čelarevo      |
| 24 septembre 2008 | Napredak Kruševac (D1)           | 2 - 2 (6 - 5 tab) | (D2) Metalac Gornji Milanovac |
| 24 septembre 2008 | Mladost Apatin (D2)              | 0 - 2             | (D1) Partizan Belgrade        |
| 24 septembre 2008 | FK Sevojno (D2)                  | 0 - 0 (8 - 7 tab) | (D1) Hajduk Kula              |
| 24 septembre 2008 | FK Novi Sad (D2)                 | 0 - 0 (5 - 6 tab) | (D1) Javor Ivanjica           |
| 24 septembre 2008 | Srem Sremska Mitrovica (D2)      | 1 - 2             | (D1) Rad Belgrade             |
| 24 septembre 2008 | Banat Zrenjanin (D1)             | 4 - 0             | (D3) FK Zemun                 |
| 24 septembre 2008 | FK Jagodina (D1)                 | 2 - 0             | (D3) Vlasina Vlasotince       |
| 24 septembre 2008 | Radnički Niš (D3)                | 0 - 3             | (D2) Étoile rouge de Belgrade |
| 24 septembre 2008 | Big Bull Bačinci (D3)            | 0 - 4             | (D2) Vojvodina Novi Sad       |
| 24 septembre 2008 | Partizan Kosovska Mitrovica (D4) | 1 - 3             | (D1) Borac Čačak              |
| 24 septembre 2008 | Bežanija Novi Belgrade (D2)      | 1 - 0             | (D2) Voždovac Belgrade        |
| 24 septembre 2008 | Mladost Lučani (D2)              | 0 - 1             | (D2) Hajduk Belgrade          |
| 24 septembre 2008 | OFK Mladenovac (D3)              | 1 - 1 (4 - 5 tab) | (D2) FK Smederevo             |
| 24 septembre 2008 | Sinđelić Niš (D3)                | 0 - 0 (5 - 3 tab) | (D2) BSK Borča                |

## Huitièmes de finale
| Date             | Locaux                   | Score             | Visiteurs                     |
| ---------------- | ------------------------ | ----------------- | ----------------------------- |
| 12 novembre 2008 | OFK Belgrade (D1)        | 2 - 0             | (D3) Sinđelić Niš             |
| 12 novembre 2008 | Partizan Belgrade (D1)   | 4 - 2             | (D1) FK Jagodina              |
| 12 novembre 2008 | ČSK Pivara Čelarevo (D2) | 0 - 2             | (D1) Étoile rouge de Belgrade |
| 12 novembre 2008 | Borac Čačak (D1)         | 1 - 1 (4 - 5 tab) | (D1) FK Sevojno               |
| 12 novembre 2008 | Hajduk Belgrade (D2)     | 1 - 1 (7 - 6 tab) | (D1) Vojvodina Novi Sad       |
| 12 novembre 2008 | Rad Belgrade (D1)        | 0 - 0 (3 - 4 tab) | (D1) Napredak Kruševac        |
| 12 novembre 2008 | FK Smederevo (D2)        | 1 - 0             | (D2) Bežanija Novi Belgrade   |
| 12 novembre 2008 | Javor Ivanjica (D1)      | 0 - 2             | (D1) Banat Zrenjanin          |

## Quarts de finale
| Date          | Locaux                        | Score             | Visiteurs              |
| ------------- | ----------------------------- | ----------------- | ---------------------- |
| 15 avril 2009 | Hajduk Belgrade (D2)          | 0 - 4             | (D1) Partizan Belgrade |
| 15 avril 2009 | Napredak Kruševac (D1)        | 1 - 1 (4 - 5 tab) | (D2) FK Sevojno        |
| 15 avril 2009 | Banat Zrenjanin (D1)          | 1 - 0             | (D1) OFK Belgrade      |
| 15 avril 2009 | Étoile rouge de Belgrade (D1) | 4 - 1             | (D2) FK Smederevo      |

## Demi-finales
| Date       | Locaux                 | Score | Visiteurs                     |
| ---------- | ---------------------- | ----- | ----------------------------- |
| 6 mai 2009 | FK Sevojno (D2)        | 2 - 1 | (D1) Étoile rouge de Belgrade |
| 6 mai 2009 | Partizan Belgrade (D1) | 1 - 0 | (D1) Banat Zrenjanin          |

## Finale
| Titulaires :      |    |                       |     |
|                   |    |                       |     |
| G                 | 27 | 0 Mladen Božović      |     |
| D                 | 3  | 0 Ivan Stevanović     |     |
| D                 | 52 | 0 Goran Gavrančić     |     |
| D                 | 4  | 0 Nenad Đorđević      |     |
| D                 | 37 | 0 Ivan Obradović      |     |
| M                 | 5  | 0 Ljubomir Fejsa      |     |
| M                 | 7  | 0 Nemanja Tomić (en)  |     |
| M                 | 10 | 0 Almani Moreira      |     |
| M                 | 22 | 0 Adem Ljajić         | 67e |
| A                 | 25 | 0 Washington (en)     | 46e |
| A                 | 26 | 0 Lamine Diarra       | 89e |
|                   |    |                       |     |
| Remplaçants :     |    |                       |     |
| A                 | 17 | 0 Miloš Bogunović     | 46e |
| A                 | 77 | 0 Nikola Vujović (en) | 67e |
| M                 | 20 | 0 Radosav Petrović    | 89e |
|                   |    |                       |     |
| Entraîneur :      |    |                       |     |
| Slaviša Jokanović |    |                       |     |

| Titulaires :             |                         |     |
|                          |                         |     |
| 1                        | Milorad Nikolić         |     |
| 2                        | Radenko Kamberović      |     |
| 4                        | Radoš Bulatović (en)    |     |
| 14                       | Dimitrije Janković      |     |
| 3                        | Vladimir Branković (en) | 69e |
| 6                        | Savo Raković            | 75e |
| 23                       | Vladislav Virić         | 63e |
| 8                        | Lazar Jovičić           |     |
| 9                        | Marko Pavićević         |     |
| 10                       | Njegoš Goločevac        |     |
| 11                       | Vladimir Vujović        |     |
|                          |                         |     |
| Remplaçants :            |                         |     |
| 16                       | Dejan Radosavljević     | 63e |
| 15                       | Nebojša Vukojičić       | 69e |
| 18                       | Stanković               | 75e |
|                          |                         |     |
| Entraîneur :             |                         |     |
| Ljubiša Stamenković (en) |                         |     |

| Titulaires :      |    |                       |     |
|                   |    |                       |     |
| G                 | 27 | 0 Mladen Božović      |     |
| D                 | 3  | 0 Ivan Stevanović     |     |
| D                 | 52 | 0 Goran Gavrančić     |     |
| D                 | 4  | 0 Nenad Đorđević      |     |
| D                 | 37 | 0 Ivan Obradović      |     |
| M                 | 5  | 0 Ljubomir Fejsa      |     |
| M                 | 7  | 0 Nemanja Tomić (en)  |     |
| M                 | 10 | 0 Almani Moreira      |     |
| M                 | 22 | 0 Adem Ljajić         | 67e |
| A                 | 25 | 0 Washington (en)     | 46e |
| A                 | 26 | 0 Lamine Diarra       | 89e |
|                   |    |                       |     |
| Remplaçants :     |    |                       |     |
| A                 | 17 | 0 Miloš Bogunović     | 46e |
| A                 | 77 | 0 Nikola Vujović (en) | 67e |
| M                 | 20 | 0 Radosav Petrović    | 89e |
|                   |    |                       |     |
| Entraîneur :      |    |                       |     |
| Slaviša Jokanović |    |                       |     |

| Titulaires :             |                         |     |
|                          |                         |     |
| 1                        | Milorad Nikolić         |     |
| 2                        | Radenko Kamberović      |     |
| 4                        | Radoš Bulatović (en)    |     |
| 14                       | Dimitrije Janković      |     |
| 3                        | Vladimir Branković (en) | 69e |
| 6                        | Savo Raković            | 75e |
| 23                       | Vladislav Virić         | 63e |
| 8                        | Lazar Jovičić           |     |
| 9                        | Marko Pavićević         |     |
| 10                       | Njegoš Goločevac        |     |
| 11                       | Vladimir Vujović        |     |
|                          |                         |     |
| Remplaçants :            |                         |     |
| 16                       | Dejan Radosavljević     | 63e |
| 15                       | Nebojša Vukojičić       | 69e |
| 18                       | Stanković               | 75e |
|                          |                         |     |
| Entraîneur :             |                         |     |
| Ljubiša Stamenković (en) |                         |     |